# تقرير فاولر
تقرير فاولر، الذي صدر في 14 مارس 2000، هو تقرير للأمم المتحدة يشرح بالتفصيل كيف انتهكت العديد من الشركات، والحكومات الأفريقية والأوروبية، بما في ذلك أنغولا والجناح السياسي ليونيتا، بروتوكول لوساكا وكذلك العقوبات التي فرضتها الأمم المتحدة. ترأس روبرت فاولر، سفير كندا لدى الأمم المتحدة، اللجنة التي أعدت التقرير،  والذي أثار قلقًا دوليًا واسع النطاق من خلال تسليط الضوء على الصلة القوية بين تجارة الماس غير المشروعة وصراعات العالم الثالث. 

## عقوبات الأمم المتحدة
بعد استئناف يونيتا الحرب الأهلية الأنغولية، أصدر مجلس الأمن التابع للأمم المتحدة القرار 1173 والقرار 1176 في عام 1998، اللذين سعيا إلى إنهاء الصراع من خلال فرض عقوبات على حركة يونيتا، واستهدفت على وجه التحديد قدرتها على تمويل الحرب من خلال بيع ألماس الدم. 

## تجارة الماس المخالفة للعقوبات
على الرغم من العقوبات المفروضة على يونيتا، تمكنت المنظمة من مواصلة تمويل الصراع؛  لذلك أصدر مجلس الأمن القرار رقم 1237، والذي أعطى فريق الخبراء التابع لروبرت فاولر تفويضًا بالتحقيق في كيفية التحايل على العقوبات. وفقًا لتقرير فاولر، استخدمت يونيتا عددًا من القنوات لبيع الماس أو مقايضته بالنقود أو الأسلحة. في أحد المخططات التي تم تحديدها، عمل جو دي ديكر، وهو حامل أسهم سابق في دي بيرز، مع حكومة زائير لتزويد يونيتا بالمعدات العسكرية من 1993 إلى 1997.  كان شقيق ديكر، روني، تاجر أسلحة زُعم أنه سافر معه من جنوب إفريقيا إلى أنغولا، حيث كان يوجه الأسلحة التي منشؤها أوروبا الشرقية. وفي المقابل، أعطت يونيتا روني وعاء بسعة بوشل من الماس بقيمة 6 ملايين دولار أمريكي. أرسل دي ديكر الماس إلى مكتب شراء دي بيرز في أنتويرب، بلجيكا. أقرت دي بيرز صراحة بإنفاق 500 مليون دولار على الماس الأنغولي القانوني وغير القانوني في عام 1992 وحده. تقدر الأمم المتحدة أن الأنغوليين حققوا أرباحًا تتراوح بين ثلاثة وأربعة مليارات دولار من خلال تجارة الماس بين عامي 1992 و 1998.   تقدر الأمم المتحدة أيضًا أنه من هذا المبلغ، حققت يونيتا ما لا يقل عن 3.72 مليار دولار، أو 93 ٪ من إجمالي مبيعات الماس، على الرغم من العقوبات الدولية. 

### دعم يونيتا
سمح رئيس توغو غناسينغبي إياديما ليونيتا باستخدام توغو كقاعدة عمليات. أعطى المال لأقارب جوناس سافيمبي وشحن الأسلحة إلى مقاتلي يونيتا. وأدان التقرير رئيس بوركينا فاسو بليز كومباوري لإرساله الوقود إلى يونيتا والحفاظ على تحالف أقوى مع يونيتا من جميع القادة الأفارقة الآخرين. قامت الحكومتان الرواندية والغابونية بتزويد طائرات يونيتا بالوقود وأرسلت الوقود إلى أنغولا. لم تطبق حكومات جنوب إفريقيا وزامبيا وساحل العاج والمغرب وبلجيكا حظر السفر الذي تفرضه الأمم المتحدة على مسؤولي يونيتا بينما سمحت فرنسا والبرتغال وألمانيا وسويسرا والولايات المتحدة ليونيتا بالاحتفاظ بمكاتب في بلدانهم. 

## تأثير
لم يكن لدى الأمم المتحدة أي صلاحيات لفرض الامتثال للعقوبات، لذلك فضح التقرير الدول والشركات والأفراد المعنيين،  وبالتالي أدى بشكل مباشر إلى إصدار قرار مجلس الأمن التابع للأمم المتحدة رقم 1295 وما تلاه من إنشاء نظام إصدار شهادات عملية كيمبرلي (قرار الجمعية العامة للأمم المتحدة 55/56).

## روابط خارجية
- الماس الصراع: العقوبات والحرب في الأمم المتحدة